# Nghiêm Sỹ Chúng
Nghiêm Sỹ Chúng (1945 – 8 tháng 3 năm 2017) là một sĩ quan cấp cao trong Quân đội nhân dân Việt Nam, hàm Thiếu tướng, nguyên Phó Chủ nhiệm kiêm Tham mưu trưởng Tổng cục Kỹ thuật, nghỉ hưu năm 2005, mất tại Hà Nội.

## Thân thế và sự nghiệp
Ông quê tại xã Đức Yên, huyện Đức Thọ, tỉnh Hà Tĩnh
Nhập ngũ tháng 11-1965;
Tháng 11-1965 đến tháng 10-1966 công tác tại Trung đoàn 919/BTL Phòng không;
Ngày ngày 1 tháng 6 năm 1969 được kết nạp vào Đảng Cộng sản Việt Nam;
Tháng 11-1966 đến tháng 11-1971 học viên chuyên ngành Vũ khí, Học viện Kỹ thuật Quân sự;
Tháng 12-1971 đến tháng 12-1972 Trợ lý Kế hoạch Ban Hậu cần Bộ tư lệnh Tăng-Thiết giáp; trực tiếp tham gia chiến đấu tại mặt trận Vĩnh Linh, Quảng Bình, Quảng Trị (B5);
Tháng 1-1973 đến tháng 2-1979 là giảng viên Học viện Kỹ thuật Quân sự;
Tháng 3-1979 đến tháng 4-1979 Trợ lý Phòng Vũ khí/Cục Kỹ thuật/Quân đoàn 14;
Tháng 5-1979 đến tháng 7-1979 Chủ nhiệm Kho T5/Cục Kỹ thuật/Quân đoàn 14;
Tháng 8-1979 đến tháng 9-1981 Phó trưởng phòng Quân khí/Cục Kỹ thuật/Quân đoàn 14;
Tháng 10-1981 đến tháng 7-1982 Phó chủ nhiệm Kỹ thuật f337/Quân đoàn 14;
Tháng 8-1982 đến tháng 10-1985 Phó trưởng phòng Quân khí/Cục Kỹ thuật/Quân đoàn 14;
Tháng 11-1985 đến tháng 9-1989 Phó cục trưởng Cục Kỹ thuật/Quân đoàn 14;
Tháng 10-1989 đến tháng 7-1990 Phó cục trưởng Cục Kỹ thuật/Quân khu 1
Tháng 8-1990 đến tháng 9-2000 Cục trưởng Cục Kỹ thuật/Quân khu 1;
Tháng 10-2000 đến tháng 1-2002 Tham mưu trưởng Tổng cục Kỹ thuật/BQP;
Tháng 2-2002 đến tháng 4-2008 Phó chủ nhiệm, kiêm Tham mưu trưởng Tổng cục Kỹ thuật
Thiếu tướng (2001)

## Gia đình
- Cha: Đại tá Nghiêm Nghị, Tư lệnh đầu tiên của binh chủng Đặc công Việt Nam [3]
- Nguyễn Chí Điềm – Wikipedia tiếng Việt